# Dante Rosario
Pour les articles homonymes, voir Rosario (homonymie).
(en) Statistiques sur pro-football-reference
Dante Santiago Rosario (né le 25 octobre 1984 à Beaverton) est un joueur américain de football américain.

## Enfance
Rosario fait ses études à la Dayton High School de Dayton. Lors de sa dernière année, il remporte le titre de champion de la division 2A de l'Oregon avec les Pirates et est nommé joueur défensif de la saison pour la division 2A pour cette saison. Lors de la finale du championnat et une victoire 45-20, il fait vingt-deux courses pour 126 yards et marque quatre touchdowns. Sur cette saison, il fait 144 tacles, trois sacks et cinq interceptions lorsqu'il joue au poste de safety ou linebacker.

## Carrière

### Université
Il entre à l'université de l'Oregon et commence à jouer dans l'équipe de football américain à partir de 2003, recruté comme linebacker. Néanmoins, il joue à l'attaque et fait douze réceptions pour 131 yards et deux touchdowns et dix-sept courses pour cinquante-cinq yards et un touchdown.
En 2004, il est dirigé vers le poste de fullback (running back) et reçoit vingt-cinq passes pour 278 yards et six touchdowns ainsi que dix courses pour vingt-neuf yards et un touchdown. La saison suivante, il se familiarise avec le poste de tight end et reçoit quinze passes pour 168 yards et deux touchdowns; il joue aussi en équipe spéciale et fait onze tacles, une provocation de fumble, un récupéré.
Pour sa dernière saison universitaire, il reçoit une mention honorable de la conférence Pac 10 après avoir reçu quarante-deux ballons (record pour un tight end en une saison pour l'université) pour 426 yards et un touchdown. Il reçoit le Gordon Wilson Award, récompensant le meilleur joueur de l'équipe de spéciale de l'université de l'Oregon.

### Professionnel
Dante Rosario est sélectionné au cinquième tour du draft de la NFL de 2007 par les Panthers de la Caroline au 155e choix. Pour sa première saison en NFL (rookie), il reçoit six passes pour 108 yards (moyenne de dix-huit yards par réceptions) et deux touchdowns. Rosario devient le troisième joueur de l'histoire des Panthers un touchdown sur sa première réception le 2 décembre 2007 contre les 49ers de San Francisco sur une passe de cinq yards de Vinny Testaverde.
En 2008, lors du premier match de la saison, le 7 septembre contre les Chargers de San Diego, il attrape une passe de quatorze yards dans les ultimes secondes, permettant à la Caroline de s'imposer 26-24. Ce sera le seul touchdown de la saison pour Rosario qui reçoit dix-huit passes pour 209 yards En 2009, il joue huit matchs comme titulaire avec la Caroline et marque deux touchdowns, parcourant 313 yards en vingt-six réceptions lors de cette saison. Néanmoins, il ne joue que six matchs comme titulaire dans une saison 2010 au goût de calvaire pour la Caroline qui est la pire équipe de la saison avec 2-14.
L'agent libre Jeremy Shockey signe avec la Caroline en mars 2011 et Rosario ne reste pas longtemps dans le roster.
En juillet 2011, Dante retrouve l'entraineur John Fox et fait le camp d'entrainement des Broncos mais il ne fait que cette off-season avec le maillot des Broncos car le poste de tight end est convoité par le rookie Julius Thomas et Virgil Green.
Le 5 septembre 2011, il signe avec les Dolphins de Miami. Il est libéré le 20 septembre. Deux jours plus tard, il revient chez les Broncos de Denver après la résiliation de Mike Mohamed le jour même. Le 19 mars 2012, il signe en faveur des Chargers de San Diego et joue treize matchs dont deux comme titulaire. Rosario reçoit dix passes lors de cette saison et marque trois touchdowns. San Diego décide de se séparer de Rosario à la fin de la saison.

## Palmarès
- Mention honorable de la conférence Pac 10 en 2006
- Lauréat du Gordon Wilson Award 2006